# Kleine Aupa
Die Kleine Aupa ist ein linker Nebenfluss der Aupa (Úpa) in Tschechien.

## Lage und Lauf
Die Kleine Aupa entspringt im östlichen Riesengebirge auf 1.180 m Seehöhe südlich des Kammsteins (auch Kammsteig, poln. Czoło, tschech. Čelo, 1268 m) östlich der Schneekoppe (poln. Śnieżka, tschech. Sněžka) am Schmiedeberger bzw. Forstkamm (poln. Kowarski Grzbiet, tschech. Lesní hřeben). Die Quelle befindet sich ca. 800 m nordwestlich des tschechisch-polnischen Straßengrenzüberganges Pomezní Boudy / Przełęcz Okraj (Grenzbaudenpass). 
Die beiden wichtigsten Zuflüsse sind links das Schwarzwasser (Černá voda) und rechts der Löwenbach (Jelení potok, übersetzt Hirschbach), dessen Quelltäler unmittelbar südöstlich der Schneekoppe liegen und als Schutzgebiet ausgewiesen sind. Nach einem 10 km langen Lauf in südlicher Richtung mündet die Kleine Aupa bei der alten Gaststätte "Kreuzschänke" in Dunkelthal (Temný Důl), einem Ortsteil von Marschendorf (Horní Maršov) in die Aupa (Úpa).
Am oberen Flusslauf liegt der Ort Kleinaupa (Malá Úpa), der von den Teilorten Ober‑Kleinaupa (Horní Malá Úpa), Nieder‑Kleinaupa (Dolní Malá Úpa) und den Grenzbauden gebildet wird.

## Geomorphologie
Das Tal der Kleinen Aupa und nach deren Mündung das Aupatal sowie der dazu parallel verlaufende, langgestreckte Bergrücken des Kolbenkamms (auch Grenzkamm, poln. Grzbiet Lasocki, tschech. Pomezní hřeben), trennen das Riesengebirge von seinem südöstlichen Ausläufer, dem Rehorngebirge (Rýchory).
In der geomorphologischen Gliederung des Riesengebirges, wie sie in Tschechien gültig ist, gibt die Kleine Aupa den Namen für die untergeordnete Teileinheit "Marschendorfer Berge" = podokrsek Maloúpská rozsocha. Dieses Gebiet bildet zusammen mit dem Landstrich zwischen Aupa und Kleiner Aupa = Růžohorská rozsocha die übergeordnete Teileinheit "Rosenberger Hochland" = okrsek Růžohorská hornatina, die ein Teil der Mikroregion Südliche Zweigkämme = Krkonošské rozsochy ist.

## Geschichtliches
Vor dem Zweiten Weltkrieg hatte das Gewässer mit dem Namen "Kleine Aupa" keine eigene Quelle, sondern entstand erst durch den Zusammenfluss vom Schwarzwasser (Černá voda) und Fichtigbach (Fichtigův potok), an dessen Oberlauf heute die Quelle der Kleinen Aupa verortet wird. Namensgebend für den Fichtigbach ist die Fichtiglehne, die durch ihn entwässert wird.
Fichtig ist eine deutsche Bezeichnung für den Sattel, der den Schmiedeberger Kamm vom Hauptkamm des Riesengebirges trennt.
Das Einzugsgebiet der Kleinen Aupa war immer wieder bis in die jüngste Vergangenheit von verheerenden Hochwassern betroffen. Trotz Hochwasserschutz und Wildbachverbauung kann der Wasserstand innerhalb von sehr kurzen Zeitspannen drastisch ansteigen.